# 武田信顕
武田 信顕（たけだ のぶあき、? - 天正10年（1582年））は、戦国時代の武将。子に武田信定。三好氏、長宗我部氏家臣。脇城城主(徳島県美馬市)。

## 生涯
甲斐国の元国主である武田信虎の庶子とする伝承があり、それに従えば武田信玄の異母弟となる。幼少期は信玄と家臣団により駿河国に追放された信虎の元で養育されたと思われるが、弘治2年（1556年）3月に三好長慶の計らいにより、大和国から招かれて脇城城主となった。長慶の死後も三好長治に引き続き仕えた。「脇町誌」には、「三好長慶が脇城を修築したのは天文2年であり、弘治2年までは三好長慶の一族である三好兼則を城主として阿波国北方の守備の任に当たらせた。三好兼則は在城20年余りの間に脇町の民政に尽くして城下の発展に尽くしたが、年老いて重責を果たすのが困難になってきたため、武田信顕と交代することとなった。」と伝えている。このほかに、阿波那賀郡桑野城主となった武田信綱（東条関兵衛の父）も甲斐武田氏と言われている。
天正6年（1578年）、隣城の三好康俊（三好康長の子）と共に長宗我部元親の侵攻の前に降伏する。後に織田信長の四国侵攻がはじまると、三好康長の説得により、再び三好側に寝返る。しかし、本能寺の変で織田軍の後援が絶たれると、1582年8月に再び長宗我部氏の侵攻を受けて落城する。「御見晴古城御答」によると、天正10年（1582年）8月17日に、長宗我部軍は3000余（一説には1万2千ともいう）の兵で脇城を攻撃し、城兵はわずか500程度であったが、長宗我部軍の猛攻の前に5日間耐え続けたという。そして8月22日に信顕は城を脱出し、阿讃山脈を越えて讃岐国へと逃亡するが、長宗我部軍の追撃により讃岐国大川郡で戦死した。信顕の遺体は、家臣の大塚善太夫が付近の東昭寺に埋葬した。法名は恵命院仙室等庵居士。
信顕の子・武田信定は、父に同行せず城に残り、16歳で自害して果てたという。子孫は阿波に土着した。